# Пасош Русије
Пасош Руске Федерације је јавна путна исправа која се држављанину Руске Федерације издаје за путовање и боравак у иностранству, као и за повратак у земљу.
За време боравка у иностранству, путна исправа служи њеном имаоцу за доказивање идентитета и као доказ о држављанству Русије Федерације.

## Језици
Пасош је исписан руским и енглеским језиком.

### Страница са идентификационим подацима
- Тип ('' за пасош)
- Код државе
- Серијски број пасоша
- Презиме и име носиоца пасоша
- Држављанство
- Датум рођења (ДД. ММ. ГГГГ)
- Пол ( за мушкарце или Ж / F за жене)
- Место и држава рођења
- Пребивалиште
- Издат од (назив полицијске управе која је издала документ)
- Датум издавања (ДД. ММ. ГГГГ)
- Датум истека (ДД. ММ. ГГГГ)
- Потпис и фотографију носиоца пасоша

### Захтеви за фотографију у пасошима
- Величина фотографије пасоша треба да буде 35x45 мм.
- Дигитална фотографија требало би да има најмање резолуцију 600 дпи. Формат мора бити ЈПГ, а величина мора бити мања од 300 КБ.
- Фотографија пасоша може бити црно-бела или у боји.
- Треба га штампати на сјајном фото папиру.
- Фотографије са пасоша морају се сликати у потпуности.
- Израз лица треба да буде смирен и природан, не можете се пуно насмејати.
- Лице би требало да заузима приближно 80% фотографије.
- Фотографију треба снимити на светлој позадини.
- Лице не смије бити прекривено длаком, не можете се сликати с наочарима ако их због здравствених проблема не носите свакодневно. Требало би скинути капу ако то није у супротности са вашим верским вредностима.
- Не можете сликати у униформи или у одећи дубоког деколтеа.